# Valclusa
Valclusa (Vauclusa en occità, Vaucluse en francès) és un departament situat a la regió francesa de Provença-Alps-Costa Blava.
El departament pren el seu nom de la font i del poble homònims que s'anomenen en català la font de Valclusa (en occità Vauclusa o la Fònt de Vauclusa, en francès Fontaine-de-Vaucluse). Per la seva part, el poble deu el seu nom a la vall profunda en què està situat i que en llatí rep el nom de Vallis Clausa.

## Geografia
Valclusa és part de la regió de Provença-Alps-Costa Blava. Afronta a l'oest amb els departaments de Gard (Llenguadoc-Rosselló) i Ardecha (Roine-Alps), al nord amb el departament de Droma (Roine-Alps), a l'est amb els Alps de l'Alta Provença, i al sud amb els departaments de Var (encara que tan sols siguin alguns centenars de metres) i de les Boques del Roine.

## Història
Anteriorment possessions pontifícies, Avinyó i el Comtat Venaissí van ser annexionats per França el 14 de setembre de 1791.
El 28 de març de 1792, aquests dos territoris formaren dos nous districtes, Avinyó i Carpentràs (anteriorment capital del Comtat Venaissí). Avinyó s'incorporà al departament de les Boques del Roine i Carpentràs al de la Droma.
Posteriorment, el 12 d'agost de 1793 va ser creat el departament de Valclusa. Aquest nou departament no solament era constituït per Avinyó i Carpentràs, sinó també pels districtes d'Ate i d'Aurenja, que pertanyien a les Boques del Roine, i pel cantó de Saut, que pertanyia als Baixos Alps (actualment Alps de l'Alta Provença). L'any 1800, una darrera modificació territorial va fer que la localitat de Susa (en francès Suze-la-Rousse) passés al departament de Droma. Això comportà que el cantó vauclusenc de Vauriàs restés enclavat dins del territori departamental de la Droma.

## Economia
Valclusa ha estat tradicionalment un departament rural, amb una economia basada en l'agricultura i la indústria agroalimentària. És el principal productor francès de fruites (meló, cirera, maduixa, raïm de taula) i verdures (tomàquet). Ara bé, el sector ha de fer front a la dura competència que suposen els productes agrícoles estrangers, provinents principalment de l'Estat espanyol.
El sector vinícola gaudeix d'una bona reputació gràcies als vins de la denominació d'origen Còstas del Ròse (Côtes du Rhône).
Els conreus de lavanda i herbes aromàtiques s'estan desenvolupant gràcies a un mercat en plena expansió.
Finalment, cal destacar la importància del turisme. El departament acull al voltant de 3.500.000 de turistes cada any, alhora que nombroses propietats han estat transformades en segones residències. Això ha donat lloc a un boom immobiliari, que començà als anys 1970. Actualment, és molt difícil d'adquirir qualsevol mena d'habitatge, a la qual cosa hem d'afegir els elevats preus del sòl, sobretot de la creació del Parc Natural Regional del Luberon ençà i de les consegüents limitacions a la construcció que aquest parc implicà.

## Política
L'any 2004, fou reelegit com a president del Consell General Claude Haut, del Partit Socialista, amb el suport dels 13 consellers generals d'esquerra.
Les principals atribucions del Consell General són votar el pressupost del departament i escollir d'entre els seus membres una comissió permanent, formada per un president i diversos vicepresidents, que serà l'executiu del departament. Actualment, la composició política d'aquesta assemblea és la següent:
- Partit Socialista (PS): 10 consellers generals
- Unió per un Moviment Popular (UMP): 9 consellers generals
- Front Nacional (FN): 2 consellers generals
- No adscrits d'esquerra: 2 consellers generals
- Partit Comunista Francès (PCF): 1 conseller general